# Niyi Osundare
Niyi Osundare (Ikere-Ekiti, Estat Ekiti, Nigeria, 1947) és un prolífic poeta, dramaturg i crític literari de Nigèria. Es va llicenciar a la Universitat d'Ibadan (BA), a la Universitat de Leeds (MA) i a la Universitat de York, al Canadà (PhD, 1979). En 1989 fou professor d'anglès i catedràtic (1993-97) a la Universitat d'Ibadan, i el 1997 assolí la càtedra de professor d'anglès a la Universitat de Nova Orleans. Osundare té una esposa, Kemi i tres fills, dues noies i un fill que encara viu a Nigèria. La seva filla sorda és la veritable raó per la qual Niyi es va establir als Estats Units. No va poder anar a l'escola a Nigèria, així que van trobar una escola als Estats Units. S'hi van traslladar per estar més a prop d'ella.
Sempre ha estat un campió del dret de llibertat d'expressió i és un gran creient en el poder de les paraules, afirmant que "pronunciar és alterar". Osundare és conegut pel seu compromís amb l'art i l'activisme artístic socialment rellevants i té diverses cartes obertes a l'antic President de Nigèria (Olusegun Obasanjo), a qui Osundare sovint ha criticat públicament. Sota el govern del dictador general Sani Abacha (1993-98), Osundare va col·laborar al diari nacional de Nigèria (ara part de la col·lecció "Songs of the Season") des d'on va criticar el règim. Com a resultat fou assetjat pels agents de seguretat del règim fins que marxà a Nova Orleans en 1997.
El 2005 Osundare va patir les conseqüències de l'huracà Katrina, ell i la seva esposa van quedar atrapats en el seu àtic durant 26 hores. El seu veí, que en aquella època estava conduint el seu vaixell, va escoltar els seus crits d'ajuda. Van ser rescatats fins que van acabar a Rindge (Nou Hampshire), on Osundare va obtenir una feina docent al Franklin Pierce College fins que va poder tornar.
Entre altres premis, Osundare ha rebut el premi de Fonlon / Nichols per "l'excel·lència en la creativitat literària, juntament amb contribucions significatives als drets humans a l'Àfrica". En 2008 va obtenir el Premi Tchicaya U Tam'si de Poesia Africana. En 2014 va obtenir l'Orde del Mèrit Nacional Nigerià per mèrits acadèmics.
El seu 60è Festival literari d'aniversari va tenir lloc a Ikere-Ekiti, Ibadan i Lagos (Nigèria) al març de 2007.

## Obres
- Songs from the Marketplace (1983)
- Village Voices (1984)
- The Eye of the Earth (1986, guanyadora del Commonwealth Poetry Prize i del premi de poesia del l'Associació d'Autors Nigerians)
- Moonsongs (1988)
- Songs of the Season (1999)
- Waiting Laughters (1990, guanyadora del Premi Noma)
- Selected Poems (1992)
- Midlife (1993)
- Thread in the Loom: Essays on African Literature and Culture (2002)
- The Word is an Egg (2002)
- The State Visit (2002, play)
- Pages from the Book of the Sun: New and Selected Poems (2002)
- Early Birds (2004)
- Two Plays (2005)
- The Emerging Perspectives on Niyi Osundare (2003)
- Not My Business (2005)
- Tender Moments:Love Poems (2006)
- City Without People: The Katrina Poems (2011)
- Random Blues (2011)

## Premis literaris
- Primer Premi, Concurs de Poesia Western State of Nigeria (1968)
- Premi del Llibre Major de 1981 i carta de recomanació, Concurs de poesia de la BBC (1981)
- Menció d'Honor, Premi Noma de Publicació a Àfrica (1986)
- Menció d'honor, Premi Noma de Publicació a Àfrica (1989)
- Associació d'Autors Nigerians (ANA) Premi de Poesia (1986)
- Guanyador conjunt, Premi general de poesia de la Commonwealth (1986)
- Premi Kwanza (1991)
- Premi Noma de Publicació a Àfrica (1991)
- Premi de poesia Cadbury / ANA (principal premi de poesia de Nigèria). També va guanyar l'edició de la donzella el 1989 (1994)
- Premi Fonlon /Nichols per "l'excel·lència en la creativitat literària combinada amb contribucions significatives als drets humans a l'Àfrica"; Premi més destacat de l'Associació de Literatura Africana (ALA) (1998)
- El premi Spectrum Llibres per a l'Ull de la Terra com "Un dels millors 25 llibres de Nigèria en els últims 25 anys" (2004)
- Premi Tchicaya U Tam'si de Poesia Africana (2008)
- Orde del Mèrit Nacional Nigerià (Principal premi de Nigèria per excel·lència acadèmica) (2014)